# Кардаран-хас
Кардаран-хас (перс. کردران خاس‎) — средневековый город Хорезма, упоминаемый в источниках средневековых авторов.
О памятнике приводится сведения у аль-Истахри, аль-Макдиси и неизвестного автора рукописи «Худуд аль-алам», хивинских историков Абульгази, Муниса и Агахи.
В описаниях авторов X века аль-Истахри, аль-Макдиси и автора рукописи «Худуд аль-алам», Кардаран-хас был расположен между Хивой и Хазараспом. От Хазараспа до Кардаран-хаса три фарсаха, а от него до Хивы — пять фарсахов, что почти соответствует расстояниям между этими тремя пунктами.
Приблизительно в двух фарсахах от Хазараспа был другой канал — Кардаран-хуш, который был больше канала Хазарасп. Кардаран-хас был, по-видимому, проведен к городу или крепости того же имени.
В X веке Хазарасп н Кардаран-хас представляли собой не города, а крепости с деревянными воротами и рвом.
Абульгази, в связи с событиями XVI века упоминает этот пункт под названием «Кардан-хаст». Хорезмские царевичи вступили в заговор, чтобы, объединив силы, выступить против Абдул-Азиза. Убайдулла-хан вновь двинул свои войска ка Хорезм. Битва между бухарцами и хорезмийцами произошла в местности Кардан-хас (Кардаран-хас), между Хазараспом и Хивой.
Михаэл Ян де Гуйе склонен идентифицировать Кардаран-хас с Кардан-хастом Абулгази. У Муниса и Агахи положение Кардаран-хаса уточняется следующим образом: «Озеро Кардан-хаст, которое в наше время известно под названием Нукуз-кули (озеро Нукуз), находится на территории Беш-Арыка» (Myнис — Агехи, л. 187), то есть там, где зарегистрированы развалины Каладжика — Кардаран-хаса.
Я. Г. Гулямов вслед за де Гуйе идентифицирует Кардаран-хас с нынешними развалинами крепости Каладжик. Координаты: 41°16′35″ с. ш. 60°43′29″ в. д..